# Gontor
Gontor is een bestuurslaag in het regentschap Ponorogo van de provincie Oost-Java, Indonesië. Gontor telt 6402 inwoners (volkstelling 2010).